# Lewis Jamieson
Lewis Jamieson (* 17. April 2002 in Glasgow) ist ein schottischer Fußballspieler, der bei Sacramento Republic unter Vertrag steht.

## Karriere
Lewis Jamieson wurde in Glasgow geboren und verbrachte seine Jugendkarriere beim FC St. Mirren in Paisley, etwa zehn Kilometer westlich seiner Geburtsstadt gelegen. Er gab im August 2020 sein Debüt in der ersten Mannschaft der „Saints“, als er im Ligaspiel der Scottish Premiership gegen die Glasgow Rangers eingewechselt wurde. Im selben Monat kam er zu einem weiteren Einsatz als Einwechselspieler in der Liga gegen St. Johnstone. Nach einem weiteren Einsatz unter Jim Goodwin im Ligapokal gegen Partick Thistle im Oktober 2020 wurde Jamieson ab März 2021 an den schottischen Drittligisten FC Clyde verliehen. Für den Verein absolvierte er bis zum Ende der Saison 12 Ligaspiele und erzielte vier Tore. Dabei traf er in den Partien gegen Montrose und Forfar doppelt.
Danach wurde der Stürmer ab Juli 2021 für die Saison 2021/22 an den Zweitligisten Inverness Caledonian Thistle ausgeliehen. Er bestritt zwölf Spiele und erzielte dabei drei Tore in allen Wettbewerben für den Verein, bevor er vorzeitig im Januar 2022 von St. Mirren aus den Highlands zurückgerufen wurde. Er wurde noch im gleichen Monat an Clyde weiterverliehen und konnte bis zum Ende der Spielzeit in 13 Ligapartien fünf Tore erzielen.
Im Juli 2022 wechselte Jamieson auf Leihbasis zum Airdrieonians FC in die dritte Liga. Nach einer erfolgreichen Leihe, bei der er in 18 Spielen 8 Tore erzielte, darunter einen Hattrick, kehrte Jamieson im Januar 2023 zurück zu St. Mirren.
Im Januar 2025 wechselte Jamieson zu Sacramento Republic in die USL Championship.